# مارتن داير
مارتن داير (بالإنجليزية: Martin Dyer)‏ هو عالم حاسوب بريطاني، ولد في 16 يوليو 1946 في رايد ‏ في المملكة المتحدة.